# جونز أوف بليكر ستريت
مطعم جونز في شارع بليكر John’s of Bleecker Street أو مطعم جونز بيتزيريا John’s Pizzeria هو مطعم تاريخي أنشئ عام 1929، ويقع في شارع بليكر في مانهاتن في مدينة نيويورك في الولايات المتحدة الأمريكية.
يشتهر بتقديم بيتزا مخبوزة في فرن حجري موقد بالفحم.
صنفه موقع تريب أدفايزر كواحد من أفضل عشرة مطاعم بيتزا في الولايات المتحدة.